# Монтфорт (Утрехт)
Монтфорт (нід. Montfoort, нід. вимова: [ˈmɔntfoːrt] ( прослухати)) — місто і муніципалітет у Нідерландах, у провінції Утрехт.

## Населені пункти муніципалітету
Крім безпосередньо міста Монтфорта, до складу однойменного муніципалітету входять такі населені пункти.
Села
- Гесвейк
- Лінсхотен
- Маствейк

Селища
- Ахтговен
- Блокланд
- Віллескоп
- Каттенбрук
- Снелревард

## Топографія
Нідерландська топографічна карта муніципалітету Монтфорт, червень 2015 року

## Визначні мешканці
- Антуан ван Блокландт (1533 або 1534 - 1583) — нідерландський художник

## Галерея

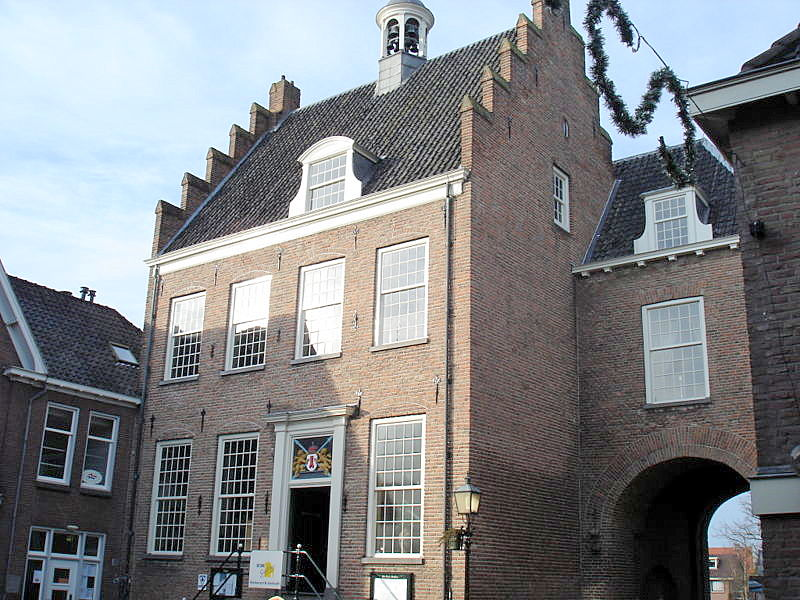
Стара будівля мерії
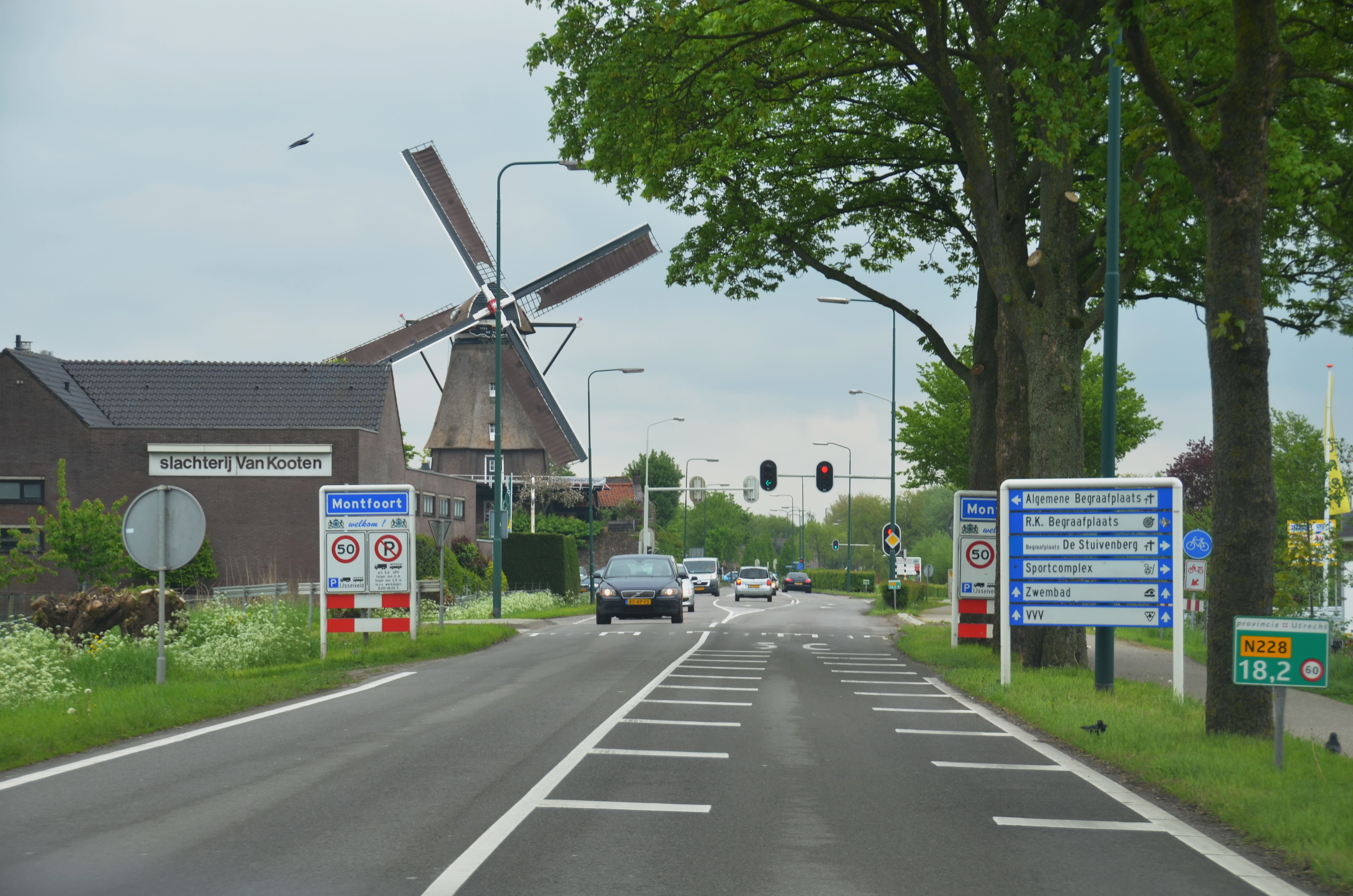
В'їзд до міста
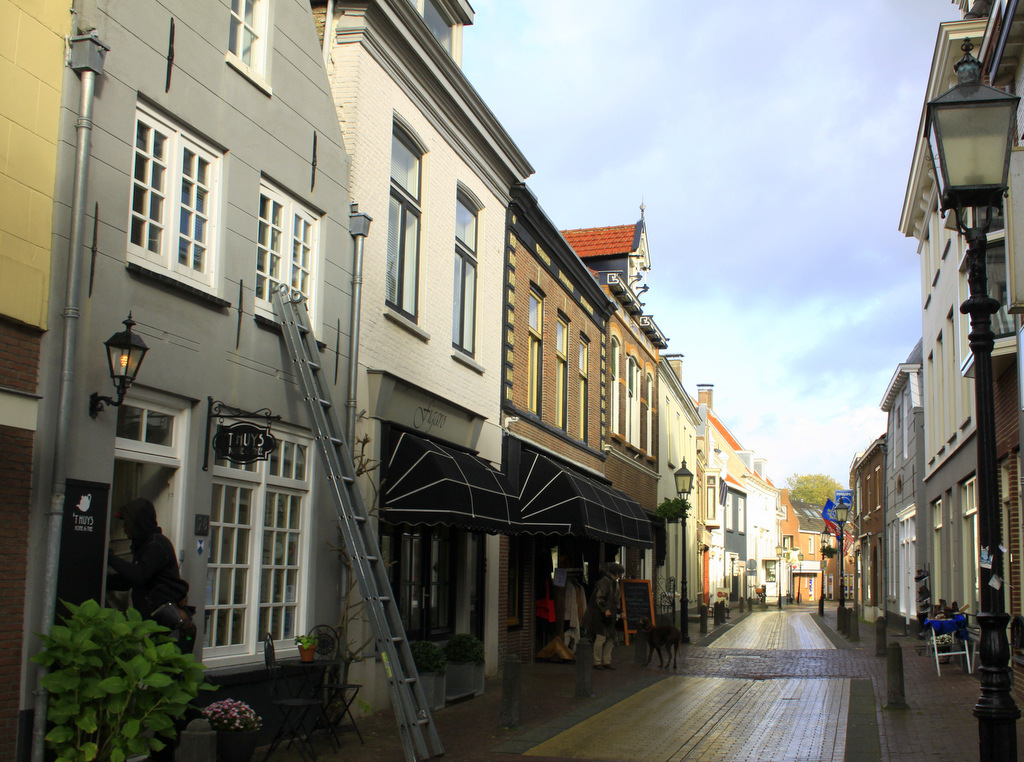
Вулиця Hoogstraat
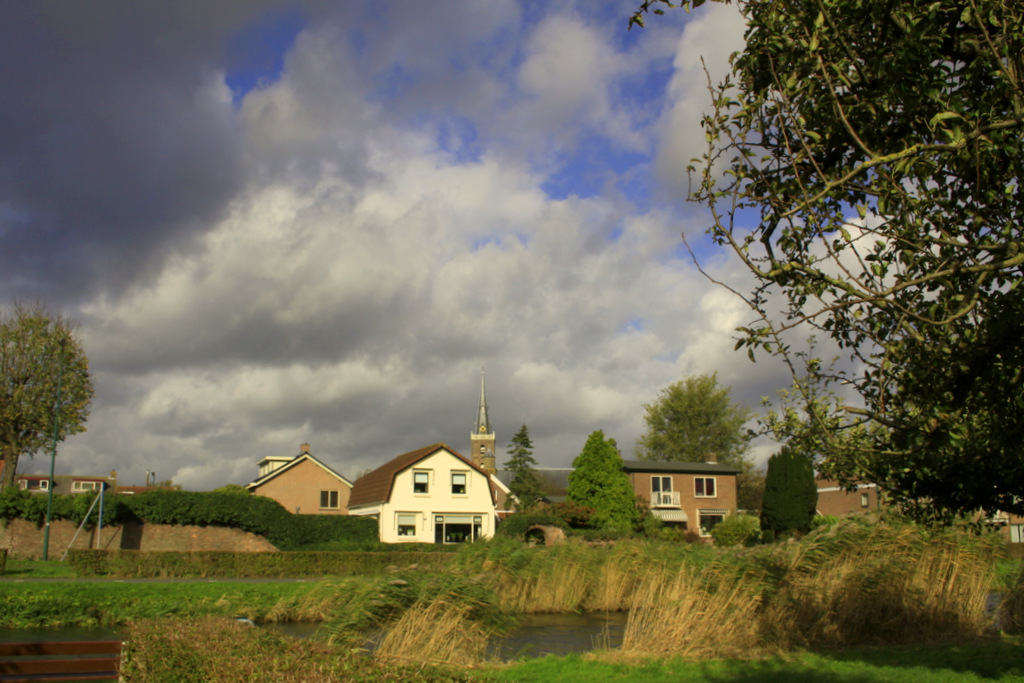
Вид на Монтфорт
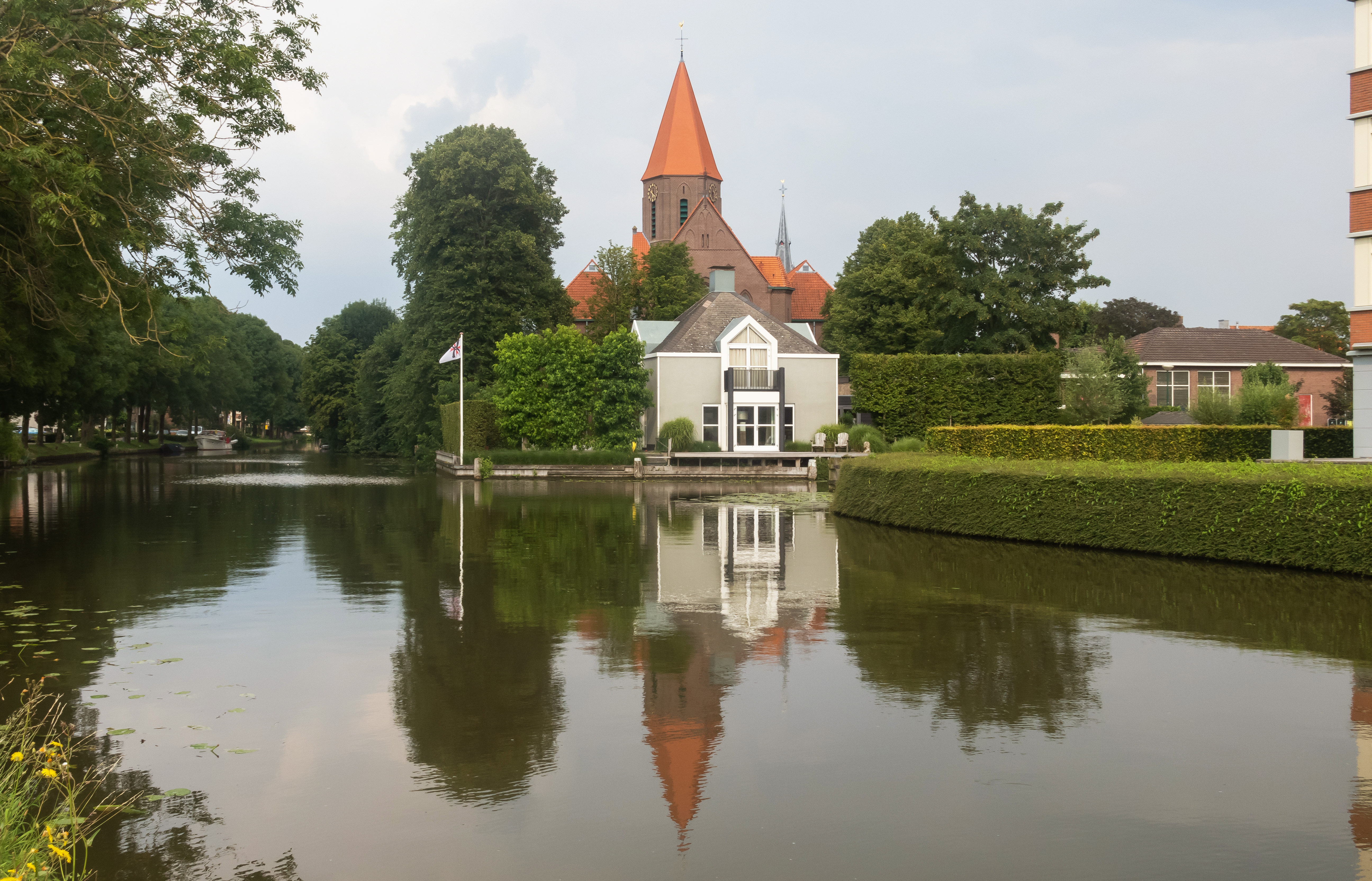
Церква у Монтфорті
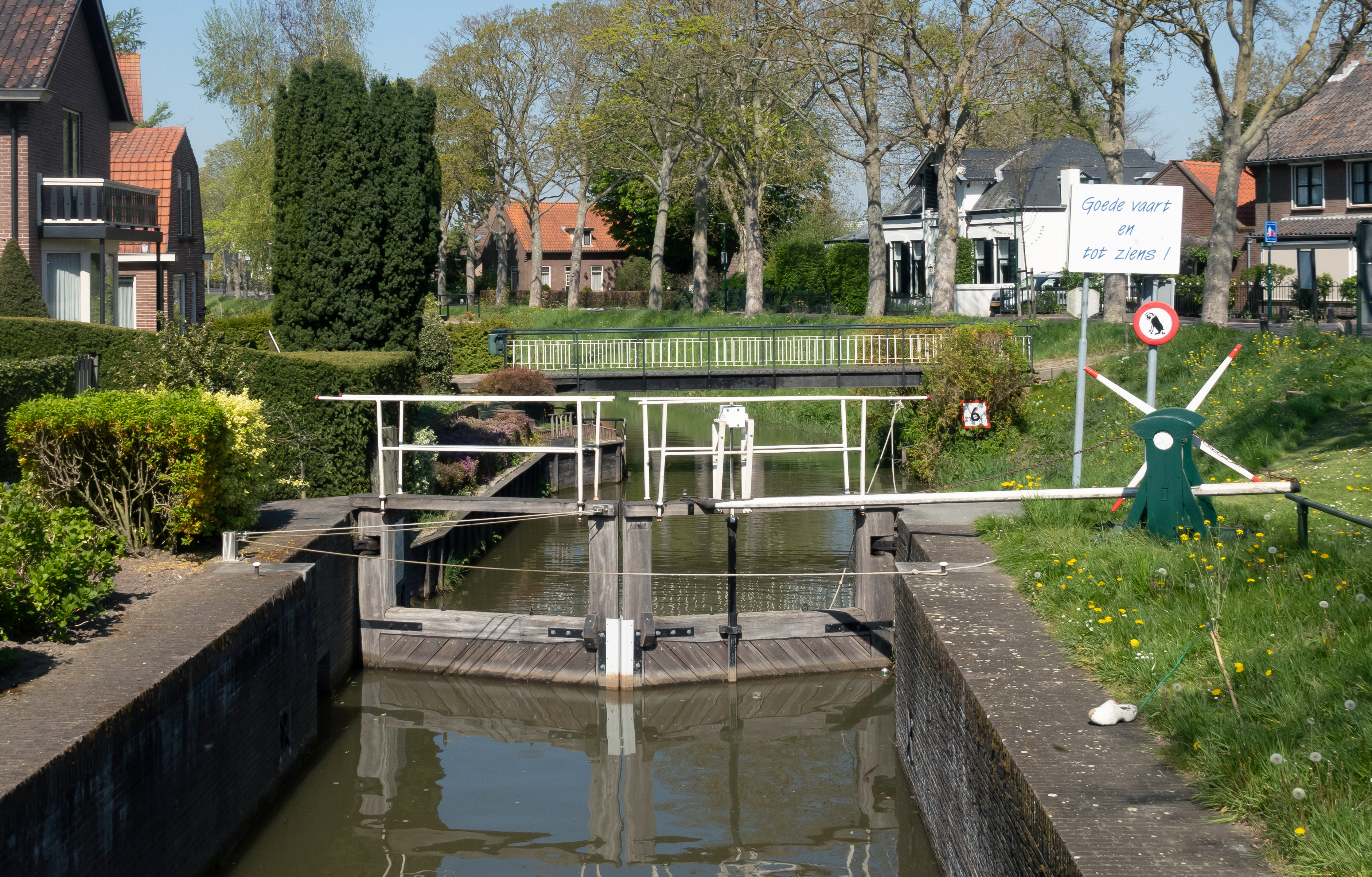
Шлюз у Монтфорті
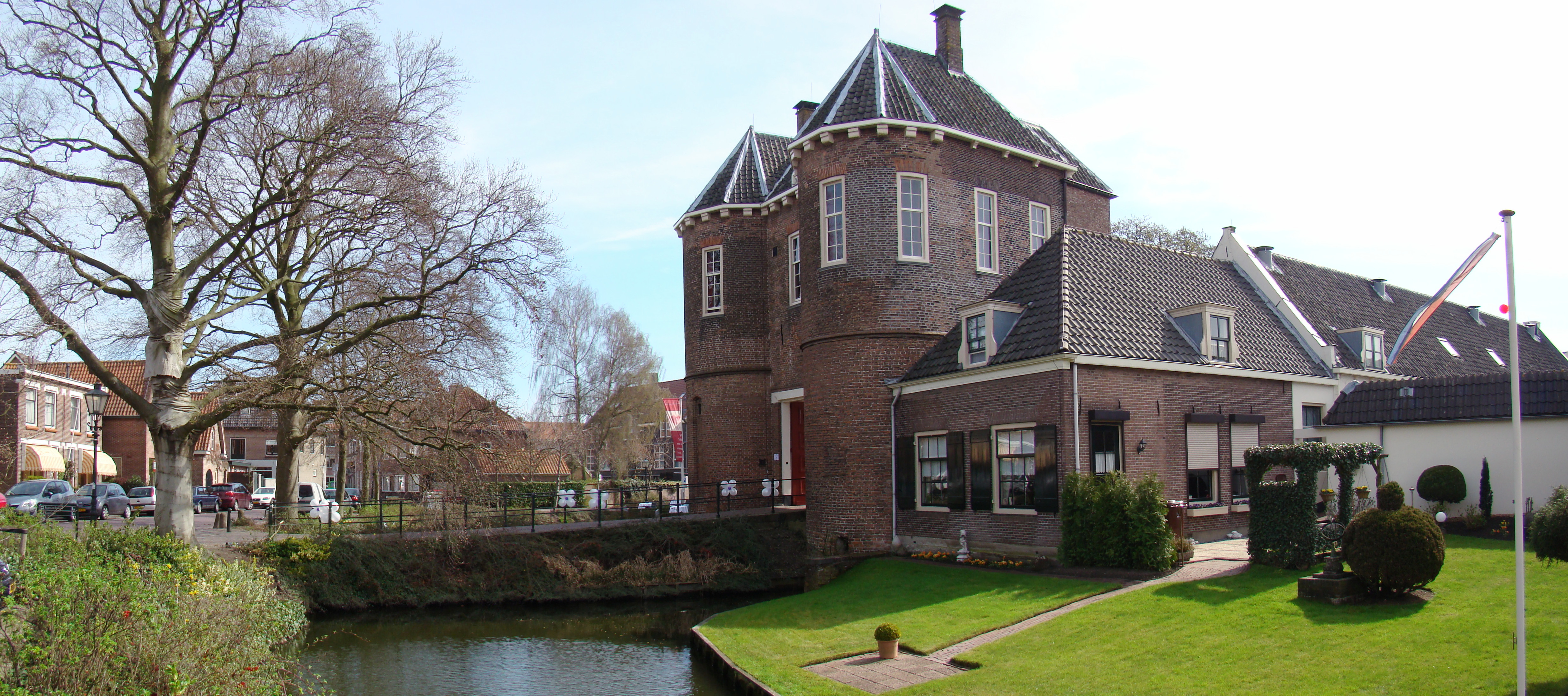
Замок Монтфорт